# Surazomus macarenensis
Surazomus macarenensis är en spindeldjursart som först beskrevs av Kraus 1957.  Surazomus macarenensis ingår i släktet Surazomus och familjen Hubbardiidae. Inga underarter finns listade i Catalogue of Life.